# Canoniek recht
Canoniek recht (oud Grieks: κανών, kanon, maatlat) is het recht dat door de Katholieke Kerk, de Anglicaanse Kerk en de orthodoxe kerken is vastgesteld en wordt toegepast door de rechtbanken van deze kerken. Het is gebaseerd op de Bijbel, de apostolische traditie, de geschriften van kerkvaders en de bevindingen van kerkleraren (de zogeheten doctores ecclesiae). In andere landen en culturen kan er ook in het algemeen kerkelijk recht mee zijn bedoeld.
De kerkorde is het kerkrecht in het protestantisme.
In gevallen waar er geen scheiding van kerk en staat is, kan men zich niet aan het kerkrecht onttrekken.

## Canoniek recht in de middeleeuwen
Kennis over het canonieke recht vond men eeuwenlang in een reeks kleine en grote verzamelingen. Omdat er gedurende vele eeuwen nauwelijks of geen officiële rechtsverzamelingen of concilieakten werden uitgevaardigd, bleef het kerkelijk recht tamelijk diffuus. In de elfde eeuw herleefde in Italië de studie van het Romeinse recht. In het kielzog hiervan groeide de aandacht voor het kerkelijke recht. Bisschoppen als Ivo van Chartres en Burchard van Worms legden verzamelingen aan die zowel de uitspraken van concilies en synoden bevatten als ook decreten van pausen. Gratianus legde rond 1140 een eerste versie aan van een veel omvangrijker en beter geordend werk, dat hij zelf de Concordantia discordantium canonum noemde. Latere generaties spraken van het Decretum Gratiani. Dit werk werd de basis voor het onderricht in het canonieke recht in Bologna en elders in Europa. In de twaalfde eeuw nam de stroom van pauselijke uitspraken over juridische geschillen sterk in omvang toe. Vooral onder Alexander III kwamen er steeds meer zogeheten decretalen (litterae decretales), vonnissen in briefvorm. Gedelegeerde rechters deden overal in Europa in naam van de paus uitspraak over allerlei soorten conflicten. Juristen waren zeer geïnteresseerd in deze vonnissen. Zij bewerkten deze decretalen zodanig dat de saillante onderdelen die rechtsvernieuwende werking hadden er het hoofdbestanddeel van vormden. Er ontstond een reeks verzamelingen van dergelijke decretalen, de Quinque Compilationes.
Gregorius IX gaf de Spaanse Dominicaan Raymundus van Peñafort opdracht om uit de vele duizenden decretalen van zijn voorgangers een nieuwe officiële verzameling samen te stellen met exclusieve werking: de decretalen die niet erin werden opgenomen, verloren hun rechtskracht. In 1234 verschenen de Decretales Gregorii IX, meestal de Liber Extra genoemd. De paus liet deze verzameling met bijna 2000 decretalen meteen aan de universiteiten van Bologna en Parijs sturen. Paus Bonifatius VIII gaf drie canonisten de opdracht om een aanvullende verzameling decretalen te redigeren. Dit werk verscheen in 1298 en heet meestal de Liber Sextus. Latere verzamelingen uit de veertiende eeuw zijn de Clementinae (1317) en de Extravagantes Johannis XXII (1325-1327). In 1582 verschenen al deze verzamelingen voor het eerst onder één titel, Corpus Iuris Canonici, in druk, nadat er al eerdere vele tientallen losse drukken waren verschenen in de vijftiende eeuw. Eind zestiende eeuw kwam er een officiële pauselijke editie van deze bronnen van het canonieke recht, waartoe de zogeheten correctores Romani de betreffende werken nog verder hadden bewerkt.
Het canoniek recht werd vanaf de elfde eeuw voorwerp van wetenschappelijk onderwijs en onderzoek. Men noteerde eerst commentaar en verwijzingen in de marge van de tekst, als glossen zoals ook in andere disciplines het geval was. Net als bij het Romeins recht kwamen er syntheses in de vorm van summae, commentaren in de vorm van (bewerkte) hoorcolleges (lecturae), monografieën over speciale onderwerpen (repetitiones) en traktaten. Van een aantal pauselijke gerechtshoven, zoals de Rota Romana en de Poenitentiaria en van sommige officialen, kerkelijke rechters aan bisschoppelijke rechtbanken, zijn vele vonnissen bewaard gebleven. Dit materiaal biedt zicht op de praktijk van het middeleeuwse kerkelijke recht. Het middeleeuwse canonieke recht kan niet los worden gezien van de bestudering van het Romeinse recht in de middeleeuwen, en vice versa: beide zijn van belang voor inzicht in de middeleeuwse rechtsgeschiedenis.

## Geschiedenis van het huidige canonieke recht
In 1904 maakte Pius X het plan tot codificatie van het canonieke recht bekend. Onder leiding van kardinaal Pietro Gasparri werd het werk hieraan in 1916 voltooid. Op Pinksteren 27 mei 1917 werd de codex door Benedictus XV afgekondigd. Deze codex (Codex Iuris Canonici) werd van kracht op Pinksteren 19 mei 1918.
Op 25 januari 1959 stelde Paus Johannes XXIII een herziening van de codex in het vooruitzicht en op 28 maart 1963 werd hiertoe een commissie van 29 kardinalen ingesteld, onder leiding van Pietro Ciriaci. Deze commissie werd door paus Paulus VI in 1967 uitgebreid en bestond sinds toen uit 70 kardinaal-leden en 125 consultoren uit de gehele wereld.
De huidige Codex Iuris Canonici (CIC 1983) is door paus Johannes Paulus II op 25 januari 1983 afgekondigd. De nieuwe "wetgeving" kreeg kracht van "wet" vanaf de eerste dag van de advent van datzelfde jaar 1983. De 1752 canones zijn over zeven boekdelen verdeeld, die achtereenvolgens de volgende onderwerpen behandelen: algemene normen, het Volk Gods (de gelovigen, de hiërarchie, het gewijde leven), de verkondigingstaak van de Kerk, de heiligingstaak van de Kerk, het zakenrecht, het strafrecht en het procesrecht.
De Codex Canonum Ecclesiarum Orientalium (CCEO), het kerkelijk "wetboek" voor de oosterse kerken, werd op 18 oktober 1990 gepromulgeerd door de apostolische constitutie Sacri Canones.

## Opleiding
Behalve aan de priesterseminaries waar kerkelijk recht een vak is, bestaat er aan de Katholieke Universiteit Leuven de bijzondere
faculteit kerkelijk recht. Het programma wordt grotendeels in het Engels gedoceerd, om een internationaal publiek aan te trekken.

### Katholieke Kerk
- Codex Iuris Canonici van 1917 (Latijnse grondtekst)
- Codex Iuris Canonici van 1917 (Franse vertaling)
- Codex Iuris Canonici van 1983 (Latijnse grondtekst)
- Wetboek van Canoniek Recht - 1983 
  - Toepassingsbesluiten van de Nederlandse Bisschoppenconferentie bij de Codex Iuris Canonici (1989)
- Codex Canonum Ecclesiarum Orientalium van 1990 (Latijnse grondtekst)
- Codex Canonum Ecclesiarum Orientalium van 1990 (Engelse vertaling)
- Canoniekrechtelijke vraagbaak Johannes Andreae (KTU, Utrecht)

### Anglicaanse Kerk
- Canoniek recht in de Anglicaanse Kerk